# Lista över samfund inom Sista dagars heliga-rörelsen
Listan över samfund inom Sista dagars heliga-rörelsen är ofullständig.
Det finns stor risk för sammanblandning, då ett flertal samfund använt ett flertal snarlika kombinationer och varianter av orden Jesus Kristi kyrka samt Sista dagars heliga som officiellt eller inofficiellt namn eller del av namn på sitt samfund.
- Church of Christ (Temple Lot)
- Church of Jesus Christ of Latter Day Saints (Strangite)
- Community of Christ
- De Förstföddas Kyrka i Ändens Tid
- Fundamentalistiska Jesu Kristi Kyrka av Sista Dagars Heliga
- Jesu Kristi Kyrka av Sista Dagars Heliga (från början endast "Jesu Kristi kyrka")
- Jesu Kristi kyrka (Bickertoniter)
- Jesu Kristi kyrka (Cutleriter)
- Kristi kyrka (Fetting)
- Kristi kyrka (med Elias budskap)
- Kristi Kyrka (Rigdoniter)
- Kristi kyrka (Whitmeriterna)
- Restaurerade Jesu Kristi Kyrka av Sista Dagars Heliga
- Sanna och Levande Jesu Kristi Kyrka av de Sista Dagarnas Heliga.
- Sista dagars Kristi kyrka
- Återstående Jesu Kristi Kyrka av Sista Dagars Heliga